# Mojkov
Mojkov je malá vesnice, část města Vlachovo Březí v okrese Prachatice v Jihočeském kraji. Leží zhruba 4,5 kilometru jihozápadně od Vlachova Březí. V roce 2011 zde trvale žilo sedmnáct obyvatel.
Vesnice je vystavěna ve tvaru okrouhlice. Nachází se zde kaple z 18. století.

## Historie
První písemná zmínka o vesnici pochází z roku 1356.

## Obyvatelstvo
| Rok            | 1869 | 1880 | 1890 | 1900 | 1910 | 1921 | 1930 | 1950 | 1961 | 1970 | 1980 | 1991 | 2001 | 2011 | 2021 |
| -------------- | ---- | ---- | ---- | ---- | ---- | ---- | ---- | ---- | ---- | ---- | ---- | ---- | ---- | ---- | ---- |
| Počet obyvatel | 109  | 86   | 95   | 82   | 84   | 83   | 75   | 49   | 45   | 39   | 21   | 10   | 5    | 17   | 19   |
| Počet domů     | 13   | 14   | 15   | 15   | 15   | 14   | 14   | 14   | 14   | 11   | 8    | 13   | 15   | 19   | 20   |

## Obecní správa
Při sčítání lidu v letech 1850–1879 Mojkov byl osadou obce Dachov v okrese Prachatice. V letech 1880–1976 byl osadou obce Dolní Kožlí v okrese Prachatice. Od 30. dubna 1976 do 30. června 1980 byl částí obce Chlumany v okrese Prachatice. Od 1. července 1980 je částí města Vlachovo Březí v okrese Prachatice. Poté se Chlumany opět osamostatnily, ale Mojkov již zůstal součástí Vlachova Březí.

## Galerie

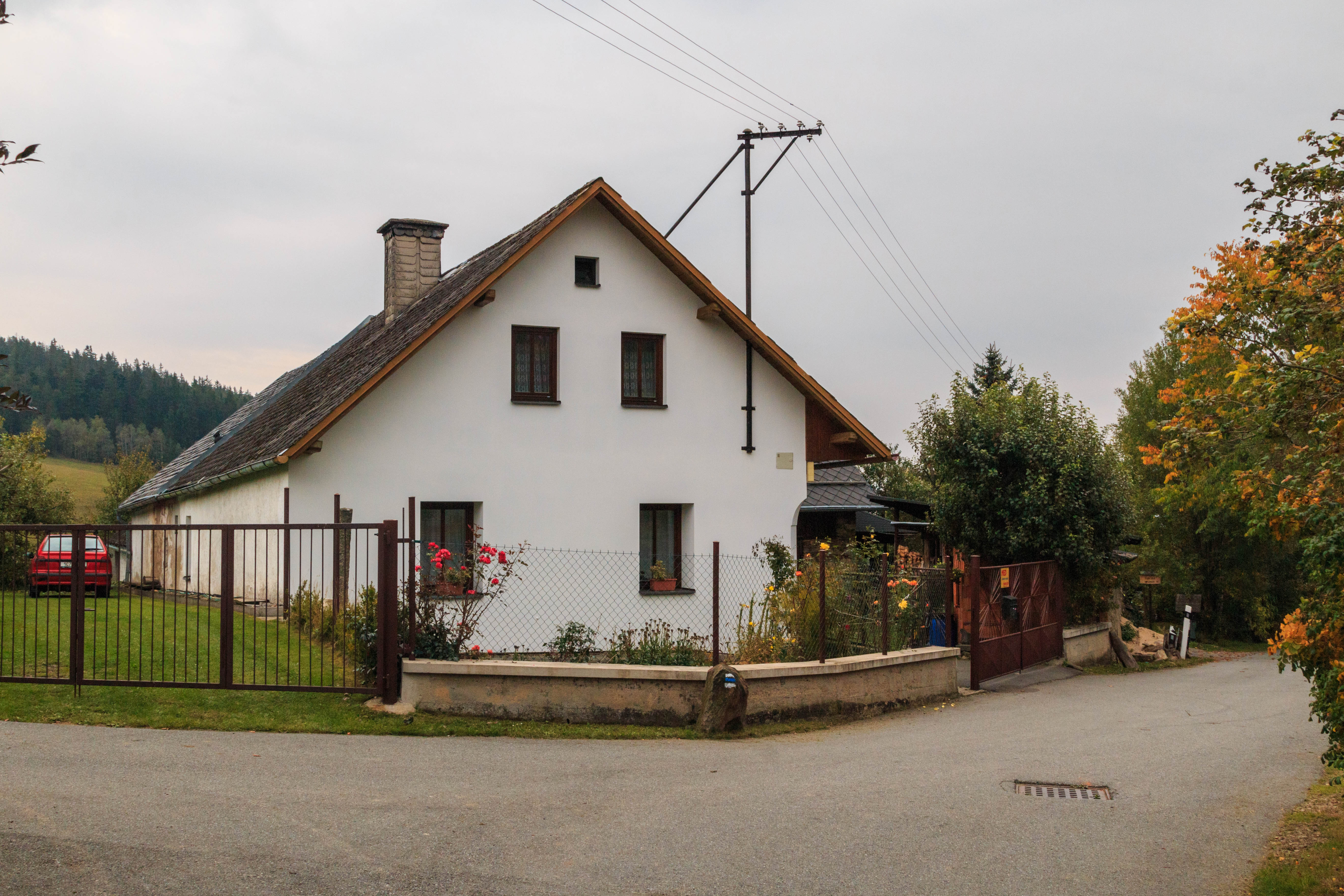
Dům čp. 10
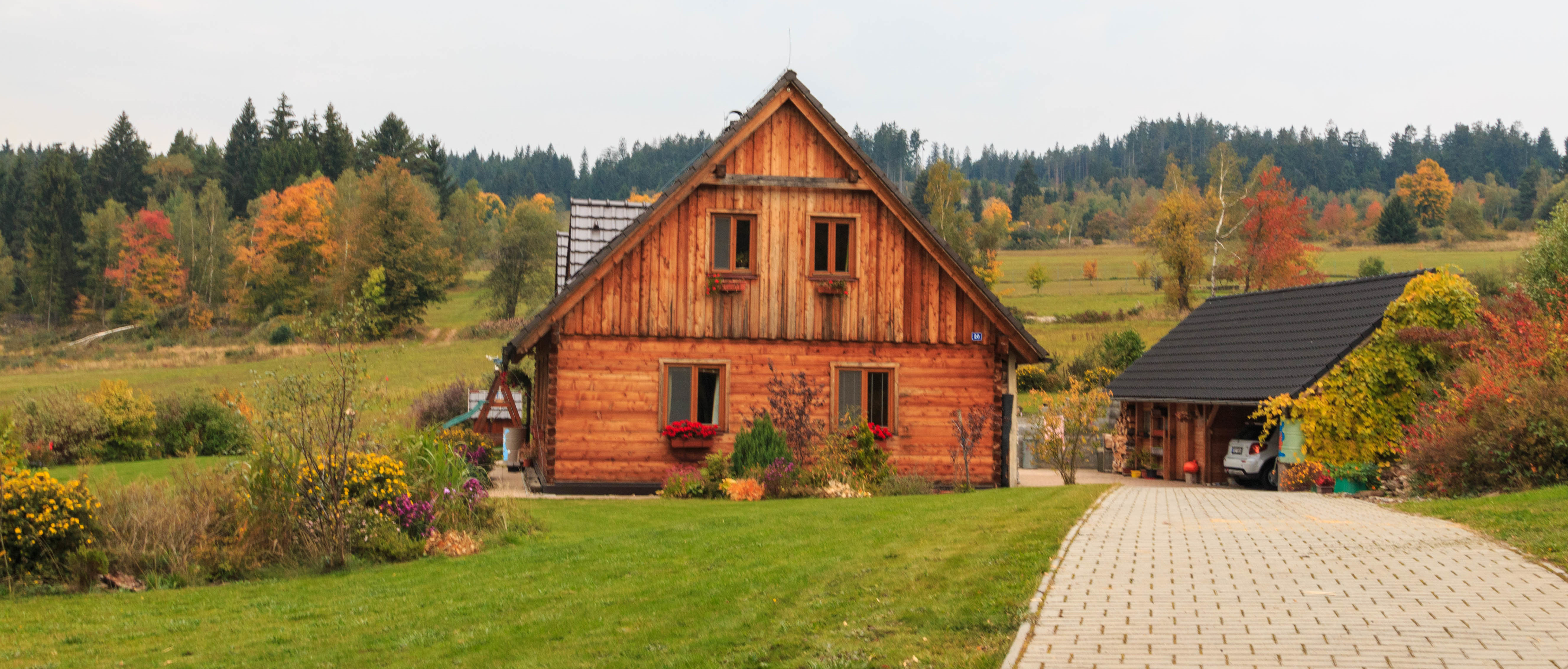
Dům čp. 20
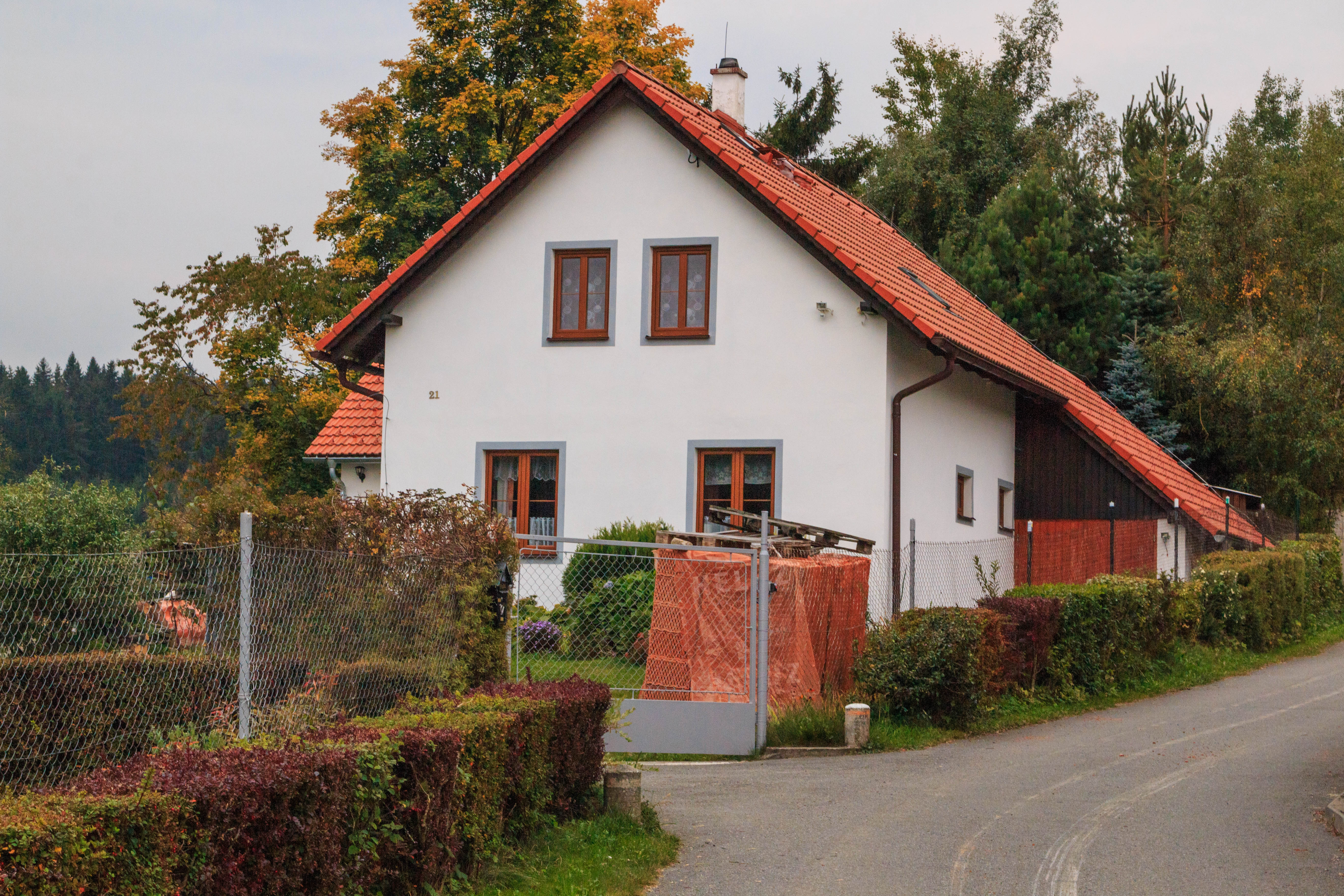
Dům čp. 23
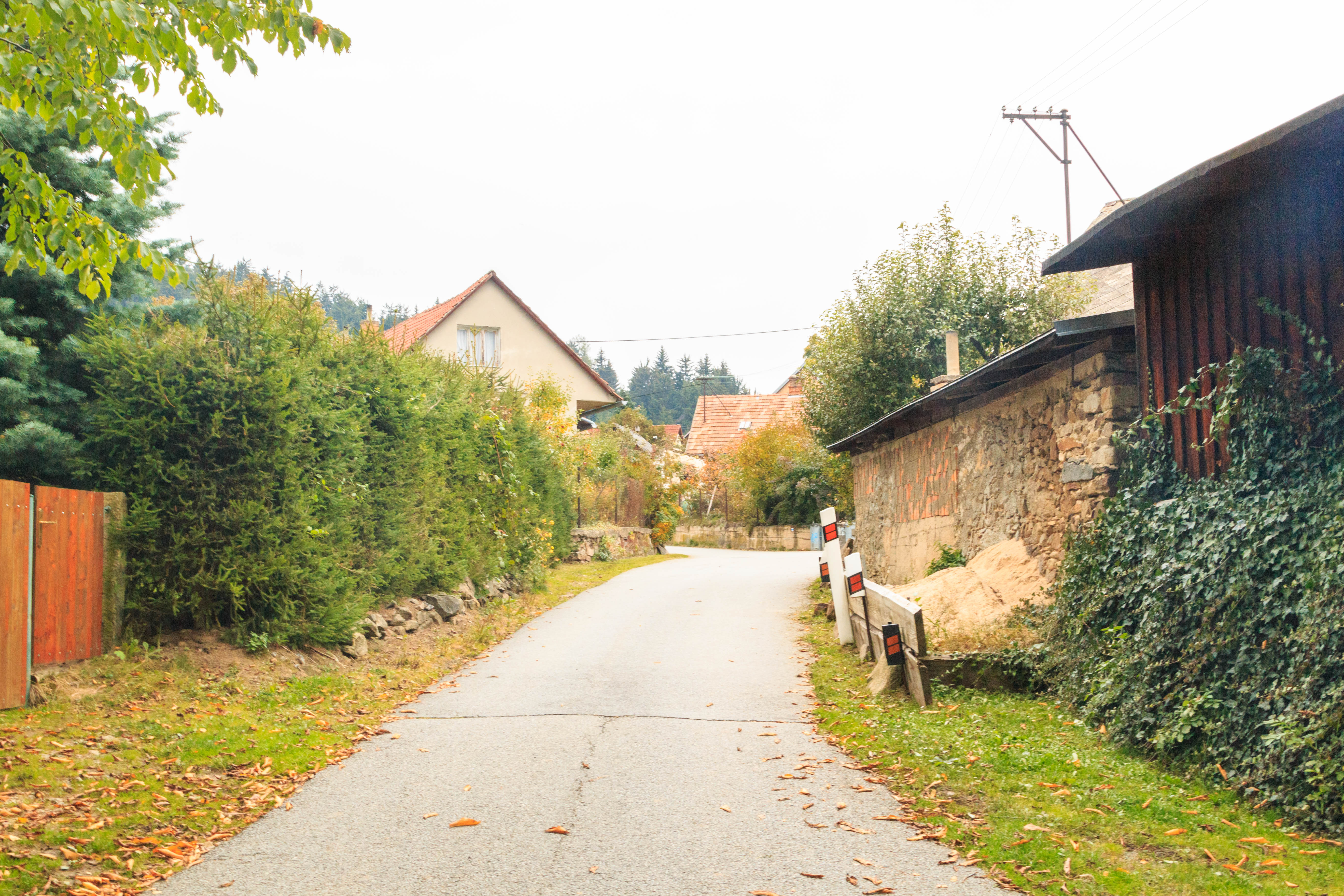
Dům čp. 12